# Тетрамино

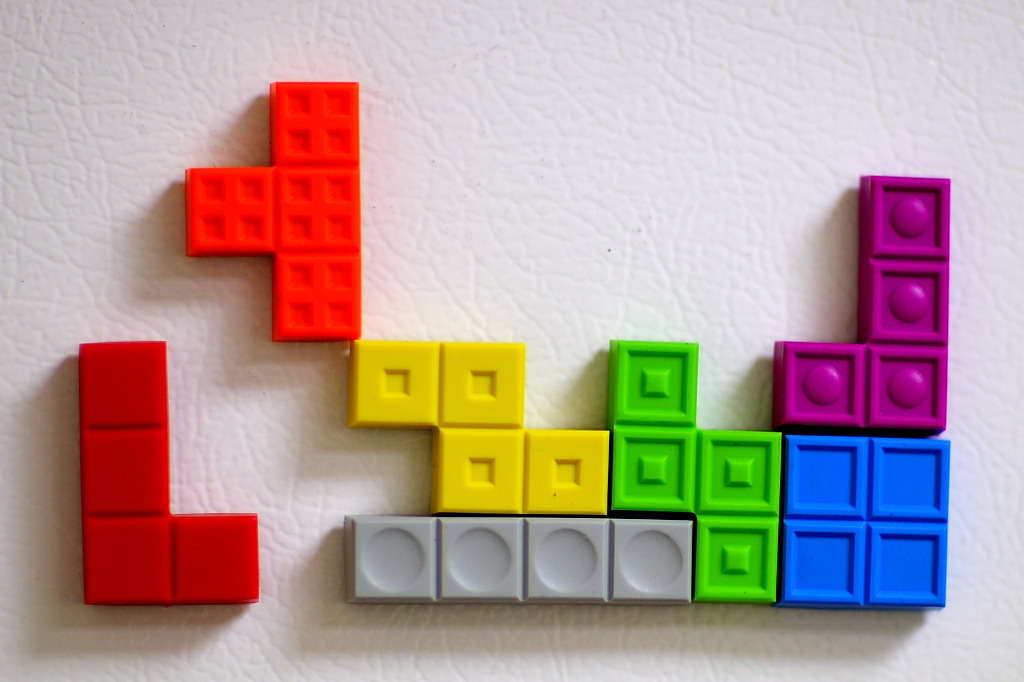
7 односторонних тетрамино

Тетрамино́ — геометрические фигуры, состоящие из четырёх квадратов, соединённых сторонами (от греч. τετρα- — четыре), то есть так, что квадраты можно обойти за конечное число ходов шахматной ладьи. Тетрамино являются подмножеством полимино.
Тетрамино наиболее известны как «падающие фигуры» в компьютерной игре «Тетрис», в которой используется семь односторонних фигур (см. рисунок; фигуры, переходящие друг в друга при поворотах, считаются одинаковыми, а при зеркальном отражении — различными). Связано это с тем, что в «Тетрисе» нельзя переворачивать фигуры зеркально, а только поворачивать.

## Число тетрамино

5 двусторонних тетрамино

Если рассматривать «свободные» (двусторонние) тетрамино, то есть не различать зеркальные отражения фигур, то различных форм тетрамино существует пять (J- и L-образные, а также S- и Z-образные тетрамино можно получить друг из друга, перевернув их).
Если рассматривать «фиксированные» тетрамино, то есть считать различными также и повороты фигур на 90°, 180° и 270°, то:
- L-тетрамино (оно же J) асимметрично и может быть ориентировано 8 способами — 4 поворота и 2 зеркальных отражения.
- Z-тетрамино (оно же S) совпадает с собой при повороте на 180° и может быть ориентировано 4 способами — 2 поворота и 2 зеркальных отражения.
- T-тетрамино имеет осевую симметрию и может быть ориентировано 4 способами — поворотами.
- I-тетрамино имеет две оси симметрии и может быть ориентировано 2 способами — поворотами.
- О-тетрамино совпадает с собой при зеркальном отражении и при любых поворотах на углы, кратные 90°, и может быть ориентировано единственным образом.

Отсюда число «фиксированных» тетрамино (также известных как трансляционные типы тетрамино) равно 8 + 4 + 4 + 2 + 1 = 19.
Тетрамино — наибольший по количеству клеток вид полимино, такой, что типы симметрии всех свободных фигур различны.

## Составление фигур из тетрамино

Укладка двух конгруэнтных прямоугольников 4×11 из 22 двусторонних псевдотетрамино. Укладка удовлетворяет дополнительному требованию: пять «обычных» тетрамино не касаются друг друга. Другое решение приводится в книге Соломона Голомба «Полимино»

С полимино связано множество задач на составление из них разных фигур. Одна из задач состоит в укладке всех полимино заданного типа в прямоугольник.
В отличие от пентамино, из пяти «свободных» тетрамино нельзя сложить ни прямоугольник 4×5, ни прямоугольник 2×10. Доказательство в обоих случаях одно и то же и использует раскраску в шахматном порядке. Все свободные тетрамино, кроме Т-образного, содержат по 2 чёрные и 2 белые клетки, а Т-образное тетрамино — 3 клетки одного цвета и 1 клетку другого. Поэтому любая фигура, сложенная из всех пяти тетрамино, будет содержать клеток одного цвета на две больше, чем другого. Но любой прямоугольник с чётным количеством клеток содержит равное число чёрных и белых клеток. Следовательно, из пяти тетрамино нельзя сложить прямоугольник. ■
Точно так же из семи односторонних тетрамино нельзя сложить ни прямоугольник 4×7, ни прямоугольник 2×14. Доказательство проводится тем же способом.

## Псевдотетрамино
Существует 22 двусторонних псевдотетрамино — фигур из четырёх квадратов бесконечной шахматной доски, соединённых сторонами или углами. Общая занимаемая ими площадь равна 88 клеткам. В отличие от 5 двусторонних (свободных) или 7 односторонних тетрамино, из 22 псевдотетрамино можно сложить прямоугольник 4×22 или 8×11.

## Этимология
Название "тетрамино" представляет собой комбинацию приставки tetra- "четыре" (от древнегреческого τετρα-) и "домино". Название было введено Соломоном В. Голомбом в 1953 году вместе с другой номенклатурой, связанной с полиомино.

## Заполнение коробки тетракубами
Каждому из пяти свободных тетромино соответствует соответствующий тетракуб, который представляет собой тетромино, вытянутое на одну единицу. J и L — это один и тот же тетракуб, как и S и Z, потому что один из них можно повернуть вокруг оси, параллельной плоскости тетромино, чтобы образовать другой.
Тетракубы могут быть упакованы в двухслойные 3D коробки несколькими различными способами, исходя из размеров коробки и критериев включения. Они показаны как на пиктографической, так и на текстовой схеме. Для коробок, использующих два набора одинаковых деталей, на пиктограмме каждый набор изображается более светлым или более темным оттенком одного и того же цвета. На текстовой диаграмме каждый набор изображается в виде заглавной или строчной буквы. На текстовой диаграмме верхний слой находится слева, а нижний — справа.